# Eliseo Martín
Eliseo Martín (* 5. November 1973 in Monzón) ist ein spanischer Hindernisläufer.
Er belegte bei den Leichtathletik-Juniorenweltmeisterschaften 1992 in Seoul den siebten Platz im 10.000-Meter-Lauf, bevor er sich auf den Hindernislauf konzentrierte.
Über 3000 Meter Hindernis wurde er jeweils Sechster bei den Weltmeisterschaften 1999 in Sevilla und bei den Olympischen Spielen 2000 in Sydney sowie Zwölfter bei den Weltmeisterschaften 2001 in Edmonton und Fünfter bei den Europameisterschaften 2002 in München.
Den bisher größten Erfolg seiner Karriere feierte er bei den Weltmeisterschaften 2003 in Paris, als er die Bronzemedaille im Hindernislauf gewann. In persönlicher Bestzeit von 8:09,09 min musste er sich lediglich dem für Katar startenden Saif Saaeed Shaheen und Ezekiel Kemboi aus Kenia geschlagen geben. In der Folge wurde Martín zum spanischen Leichtathleten des Jahres gewählt.
Bei den Olympischen Spielen 2004 in Athen belegte er den neunten und bei den Weltmeisterschaften 2007 in Osaka den siebten Rang im Hindernislauf. Bei den Weltmeisterschaften 2009 in Berlin wurde er Neunter.
Außerdem nahm er an sechs Crosslauf-Weltmeisterschaften teil, ohne jedoch dabei eine vordere Platzierung erzielen zu können.
Eliseo Martín hat bei einer Körpergröße von 1,73 m ein Wettkampfgewicht von 62 kg.

## Bestleistungen
- 1500 m: 3:40,96 min, 21. August 2000, Girona
- 3000 m: 7:50,71 min, 19. Juli 2003, Madrid
- 10.000 m: 28:39,11 min, 10. April 1999, Barakaldo
- 3000 m Hindernis: 8:09,09 min, 26. August 2003, Paris